# Dialetto lucchese
Il lucchese è un vernacolo, facente parte dei dialetti toscani, parlato in una parte della provincia di Lucca. Il lucchese propriamente detto è parlato nella città e nel territorio che la circonda (piano delle Sei Miglia) oltre che sulle colline prossime ad esso e nella fascia costiera ricadente nei comuni di Viareggio e Camaiore. I comuni in cui si parla il lucchese tipico sono Lucca, Capannori, Porcari, Camaiore e parte delle frazioni di Altopascio, Pescaglia (Val Freddana) e Borgo a Mozzano (Valle della Cèletra, Corsagna e Anchiano). Le forme dialettali in uso a Montecarlo, Villa Basilica, Altopascio e Bagni di Lucca sono molto simili al lucchese tipico, ma con caratteristiche comuni ai dialetti valdinievolini (Valdinievole) per Montecarlo, Villa Basilica, Altopascio, al pisano fiorentino del Valdarno (ancora per Altopascio) e ai dialetti della montagna pistoiese (per Bagni di Lucca).
Il dialetto viareggino, parlato anche a Lido di Camaiore e Massarosa, è una variante del dialetto lucchese che presenta alcune peculiarità sia nella pronuncia che nel vocabolario che nelle espressioni e modi di dire tipici. Una certa affinità con il dialetto pisano si riscontra infine nel dialetto viareggino parlato nella frazione di Massaciuccoli (Massarosa) e in quella di Torre del Lago Puccini (Viareggio). Invece, fino a una quarantina di anni fa, molto simile al lucchese era il dialetto di Buti, paese della provincia di Pisa.

## Classificazione
Il lucchese è un dialetto toscano (rientrante nel gruppo tosco-occidentale), di cui costituisce la propaggine settentrionale assieme al gruppo garfagnino-versiliese, con cui condivide numerosi tratti morfologici, fonetici e lessicali. È altresì facilmente riconoscibile rispetto al pisano, al valdinievolino e al pistoiese.

## Toponomastica
In alcuni toponimi della Lucchesia soprattutto nord orientale si trovano:
- Tracce etrusche. Le tracce sono giustificate dai ritrovamenti archeologici e si ritrovano in toponimi come Biècina e da un insolito accento di base latina e di antica formazione come Màrlia (da Villa Marilia), Còcciglia (da Villa Coccilia). L'impronta etrusca sarebbe costituita dall'accento sulla prima sillaba, diverso da quello latino e documentato da toponimi come Terèglio.
- Tracce liguri. Le sole tracce ipotizzabili sono costituite da alcuni suffissi che fanno riferimento all'area anticamente ligure. Degli esempi sono –ucco, –occo, -acco rintracciabili soprattutto nei cognomi (ad esempio Fanucchi) e il suffisso, tipicamente ligure, –asco/a che ricorre, seppur con qualche dubbio, nel solo toponimo di Fornovolasco.
- Tracce germaniche. Queste sono dovute soprattutto ai longobardi, ma anche ai goti e sono relativamente numerose specie nella lucchesia occidentale; si ricordano ad esempio: Rio Guappero, a Cafaggio, in Ghiringhi, Gualdo, ecc.

I nomi di luogo più antichi, delle zone strategiche della provincia, sono nomi personali romani privi di suffisso oppure ricordano antiche collocazioni di accampamenti, soprattutto invernali, come per esempio (in) hibernis poi mutato in Verni. Questo perché i Romani si sono insediati in principio nei punti strategici del territorio, per poi allargarsi alle zone collinari raggiungibili tramite tracciati facili e rapidi. Al successivo periodo imperiale appartengono i toponimi che terminano in –ano/a, come Minucciano. Si noti che il nome della città di Lucca ha origini dibattute non essendo apparentemente etrusco o latino. Si è ipotizzata un'origine ligure, che non è però accettata da tutti gli studiosi.

## Autonomia e fenomeni linguistici
Il dialetto lucchese si delinea come dialetto autonomo con un insieme di caratteristiche specifiche che lo oppongono ai due tipi toscani più importanti tra quelli che lo circondano, il pisano ed il fiorentino, rappresentato dalla sua variante pistoiese. L'affinità, affermata soprattutto nel Medioevo, tra il dialetto lucchese e quello pisano rispecchia soprattutto un tipo di lingua scritta, usata con finalità amministrative e letterarie. Si può anche supporre che negli ultimi cinque secoli il pisano abbia risentito dell'influsso del fiorentino, sia per la continuità geografica della Valle dell'Arno, sia per il fatto che Pisa, al contrario di Lucca, fece parte dello stato regionale toscano originatosi dalla Repubblica di Firenze.
L'autonomia del dialetto lucchese, legata alla storia e alla toponomastica che la rappresenta, inizia ad apparire in età preromanza ed ha le sue basi in tratti fonetici che distinguono il dialetto lucchese da quello pisano. Notevole è la diffusione del suffisso latino –ulu (romanzo –olo) che agli inizi dell'epoca romanza veniva aggiunto a molte parole senza conferire a queste un particolare significato, diversamente dal significato diminutivo e affettivo che aveva in latino. Esempi di questo fenomeno sono evidenti considerando la toponomastica, dove si parla di capànnole invece di capanne, di piàggiole invece di piagge, di càsole in luogo di case. All'interno di questo suffisso si verifica inoltre il passaggio di l a r attestato in documenti notarili lucchesi dei secoli IX-X. Questo fenomeno ricorre anche in altre parti di parole latine che avevano l intervocalico come in Cerasomma da Cella Summa. Coppie tipiche di nomi di luoghi che si distinguono nel dialetto lucchese rispetto al pisano per il passaggio di l a r sono Colognola/ra, Capannoli/ri. Tale innovazione è da collocarsi intorno al IX-X secolo.
Il passaggio da l latino ad r non avviene nella parole di origine germanica e ciò è riscontrabile in toponimi come Tàccoli, Bràncoli, Vàccoli, Antràccoli, Altopascio e Collodi. La motivazione più verosimile per cui tale passaggio non avviene nei toponimi germanici è perché l'introduzione di vocaboli germanici risale a un periodo più tardo rispetto a quello romano, quando il fenomeno della trasformazione di l in r si era ormai consumato.
Sempre per parole di origine germanica, un'altra caratteristica del lucchese rispetto al pisano è costituita dal passaggio di ld in ll evidente nel cognome tipico Bertolli da Bertoldi. Tale passaggio è da attribuirsi all'età longobarda e la motivazione di questo cambiamento va ricercata nella pronuncia longobarda del d che, pronunciato come una spirante interdentale sonora (simile al th dell'inglese in the, there), si assimilava con suoni precedenti come n e l ed era diverso dal d latino che rimaneva invariato dopo l.
Eventi successivi agirono su altre evoluzioni fonetiche che non si trovano in altri dialetti toscani:
- scempiamento di –rr, successivo all'età longobarda dato che colpisce una parola di origine germanica come guerra, e non ancora tipico al tempo di Dante Alighieri dato che egli, nel De vulgari eloquentia (I, XIII, 2), caratterizza il lucchese con una parola con –rr come grassarra;
- cancellazione della vocale finale di parola dopo nasale (bimbin, arébbin), attribuibile a tempi non antichi perché non si riscontra nei testi classici medievali né in quelli notarili, ed ancora in uso.

Altri tratti non toscani, derivati da contatti con l'Italia settentrionale, sono:
- scempiamenti come matone, bulone, ecc. ;
- assenza di rafforzamento fonosintattico dopo "da" e dopo i verbi al futuro semplice e al passato remoto accentati sull'ultima sillaba, e dopo "ho", "ha": quindi si ha davero, da casa, "ho detto", "ha fatto", "andò via", con la consonante iniziale non rafforzata dopo preposizioni come avviene generalmente in Toscana, dove si hanno davvero, da ccasa, da Rroma;
- rafforzamento della consonante iniziale di un sostantivo o di un aggettivo, in concomitanza con la caduta dell'articolo i : Dove sono 'bbimbi?, Ha preso 'ssoldi;
- alcune sonorizzazioni come pògo, gòsta, gròsta, fadiga', gamello;
- determinazione con -o/a di alcuni aggettivi uscenti in -e come quale reso con qualo e quala (al plurale rispettivamente in quali e quale).
- L'accentazione delle vocali, per cui in lucchese si ha préte e in toscano prète, in lucch. méglio ed in tosc. mèglio, in lucch. péggio e in tosc. pèggio, ecc.

La trasformazione di e in a di fronte ad r in parole sdrucciole come gangari, biscaro, pur tipica del lucchese, può ritrovarsi anche in altri dialetti toscani come il senese.
Di origine locale sono desinenze e forme verbali come:
- il passaggio della desinenza verbale dialettale –ino a -in, come ad esempio pàrtin (partono), èrin (erano), sapevin (sapevano) ed anche i condizionali con vocale tonica chiusa, come sarébbi (sarebbe), arébbin (avrebbero), potrébbin (potrebbero);
- formazione delle persone plurali dell'imperfetto con le desinenze -imo, -ite, -ino, come: avévimo (avevamo), avévite (avevate), avévino (avevano), èrimo (eravamo), èrite (eravate), èrino (erano), andàvimo (andavamo), andàvite (andavate), andàvino (andavano);
- forme del passato remoto come dispiacette (dispiacque), moritte (morì), vidde (vide), viense (venì).

Interessanti arcaismi sono le mano, le mela, le pera.

## Aree geografiche
Taluni studiosi confondono il lucchese con l'insieme dei dialetti parlati nella provincia di Lucca. Tale impostazione appare scorretta. Nella provincia di Lucca infatti esistono i seguenti dialetti:
- Il lucchese
- I dialetti intermedi tra il lucchese e il garfagnino
- Il garfagnino
- I dialetti versiliesi
- Le isole linguistiche gallo romanze

D'altro canto esistono anche aree oggi fuori dalla provincia di Lucca in cui si parla o si parlava il lucchese o dialetti affini al lucchese.
Come detto il lucchese è parlato nei comuni di Lucca, Capannori, Porcari, Massarosa, Viareggio e Camaiore e in parte di quelli di  Pescaglia, Borgo a Mozzano e Altopascio.
Le forme di transizione tra il lucchese e i dialetti garfagnini sono parlate nel comune di Coreglia Antelminelli e in parte di quelli di Pescaglia e Borgo a Mozzano.
Le forme di transazione tra il lucchese e l'alto versiliese (Seravezza, Stazzema e Forte dei Marmi) sono parlate nella città di Pietrasanta dove si ha una posizione autonoma tendente in alcune espressioni al dialetto fiorentino, questo è dovuto alla storica appartenenza di questa terra al Granducato di Toscana fin dai tempi dei Medici.
Le forme di transizione tra il lucchese ed il pistoiese montano sono tipiche del comune di Bagni di Lucca.
Le forme di transizione tra il lucchese e il valdinievolino sono tipiche dei comuni di Villa Basilica, in parte Pescia, Montecarlo e Altopascio (nel quale si riscontrano anche influssi pisani).
Nei comuni di Fabbriche di Vergemoli, Barga, Gallicano, Fosciandora e Molazzana è parlato il basso garfagnino, che per contatto è abbastanza simile ed intellegibile rispetto al lucchese. In particolare per Barga è da rimarcarsi come la locale parlata rientri nel novero dei dialetti garfagnini ed è del tutto superata la tesi che la vedeva in una posizione autonoma maggiormente tendente al dialetto fiorentino legata all'occupazione medicea: il barghigiano, come il coreglino, non ha nessun tratto di tipo toscano centrale.
Nell'area di fondovalle di San Romano, Villa Collemandina, Castiglione, Camporgiano e nei comuni di Pieve Fosciana e Castelnuovo è parlato il dialetto garfagnino.
Nell'area a Nord della provincia che comprende Careggine, Vagli Sotto, Sillano, Giuncugnano, Piazza al Serchio, Minucciano, la parte montuosa di Villa Collemandina, San Romano in Garfagnana e Castiglione di Garfagnana si parlano forme dialettali nel complesso definite alto garfagnine, anche se sul versante appenninico, specie a Piazza al Serchio e Sillano è presente un influsso reggiano, mentre sul versante apuano il dialetto è fortemente connesso con il dialetto massese. ciò conferma che in passato le due parlate (massese e alto garfagnina occidentale) fossero quasi analoghe. La diversificazione sarebbe avvenuta con la toscanizzazione della Garfagnana, fenomeno che ha interessato in misura molto minore l'area massese.
Un discorso a parte va fatto per il Valdinievolino, che in antico doveva essere una varietà di lucchese nelle zone di pianura della Valdinievole e forma di transizione tra il lucchese e il pistoiese montano per le aree collinari e alto collinari (Vellano, Pietrabuona, Sorana, Calamecca, ecc.). Oggi la zona di pianura è soggetta all'influsso dei dialetti toscano centrali, anche se, specie nelle zone più occidentali, il substrato lucchese è chiaramente individuabile. Fino a pochi decenni fa anche il dialetto di Buti (PI) era affine al lucchese, ma oggi solo nei più anziani il fenomeno è chiaramente presente. D'altro canto Massaciuccoli (comune di Massarosa) e Torre del Lago (comune di Viareggio) risentono di influssi pisani.
Le isole linguistiche gallo romanze sono Colognora in Valleriana e Gombitelli, mentre non è suffragata da alcun documento l'ipotesi che anche il paese scomparso di Fabbriche di Careggine fosse un'area alloglotta. Il dialetto di Gombitelli e Colognora deriva quasi sicuramente dal reggiano/modenese di montagna. Tuttavia tali parlate sono in via di rapidissima scomparsa e ormai solo pochissimi anziani sono ancora in grado di parlare e comprendere il dialetto locale.

## Pronuncia
Il dialetto lucchese, oltre ai casi in cui concorda con la parlata fiorentina, raddoppia in alcuni casi la consonante iniziale della parola che segue. Si ha raddoppiamento:
- Dopo l'articolo maschile plurale - i (I bbimbi, i ccani…) ;
- Dopo le preposizioni articolate ai, coi, dai, dei, sui, intere o tronche: (ai bbagni e a'bbagni, dai pparenti e da'pparenti, sui ttetti e su' ttetti…);
- Dopo bei e quei, interi o tronchi (Bei ppaesi e be' ppaesi, quei fiorellini e que'ffiorellini..);
- Dopo gli imperativi da', fa', sta' (sta' bbuono o sta' bbóno, fa' cconto; tuttavia: da' retta, per il fenomeno dello scempiamento di -rr);
- Dopo i sostantivi accentati (città bbellissime, caffè ccaldo…);

La parlata lucchese non raddoppia mai:
- Dopo il pronome chi (chi va, chi sente…);
- Dopo la preposizione da (va da sé, vengo da casa…);
- Dopo la 1ª e la 3ª persona singolare del futuro (sarò pronto…);
- Dopo la 3ª persona singolare del passato remoto (cercò lui, sentì dire…);
- Dopo le forme verbali ho, ha, fu, so, sa ( ho fatto, ha detto…).

Il dialetto lucchese presenta notevoli differenze nella pronuncia della –e e della –o rispetto al fiorentino.
Contrariamente al fiorentino, il lucchese presenta una –é (stretta) in parole come:  galéra, léi, méglio, péggio, préte, témpia, ésco, ésci, ébbi, ébbero, léggo, léggi …; si pronuncia una –è (larga) in parole come: arcobalèno, balèna, cèrchio, chièrico, dèsto, fèrmo (aggettivo), fèrmo, fèrmi, fèrma, fèrmiamo, fèrmate, fèrmano, intèro, mèttere, nètto, nève, scèlta… .
La –o si pronuncia stretta nella desinenza della 1ª persona del futuro indicativo e, diversamente dal fiorentino, in alcune parole come cóppa, óggi, stómaco, dó, hó… .
Si pronuncia sempre stretta la –é nelle desinenze:
- ei, ebbero, ebbe del condizionale presente dei verbi ameréi, amerébbe, amerébbero invece di amerèi, amerèbbe, amerèbbero;
- etti, ette, ettero del passato remoto della 2ª coniugazione, in verbi come temétti, temétte, teméttero invece di temètti, temèttero.

La /s/ viene utilizzata per termini come Livornese, Pratese, Lammarese [non ovunque], mentre Lucchese viene pronunciato con la /z/.

## Fonetica

### Accento
L'accentazione nel vernacolo può cambiare da zona a zona, ed è necessario ricorrere all'uso dell'accento grafico se si vuole indicare dove e come avviene il rafforzamento. Alcuni casi:
- con il troncamento dell'infinito i verbi della 1ª,2ª e 4ª coniugazione latina da sdruccioli diventano ossitoni (parlà, andà, comprà, godé, cadé, dormì, capì, venì…);
- pronuncia chiusa dei verbi alla 3ª persona del passato remoto (restó, andó, parló…);
- si ha l'arretramento dell'accento nei participi passati contratti; per cui la desinenza in –ato diventa –o (tròvo per trovato, tòrno per tornato…);
- l'elevato numero di parole sdrucciole causate dall'aggiunta di suffissi caratteristici quali –olo o –oro per il rotacismo (corìgnolo, formìcola…).

### Intonazione
Il lucchese intona le frasi interrogative come se fossero affermative: il suono vernacolare si abbassa all'inizio della frase o dopo poche parole, per rimanere piano fino all'ultima o penultima sillaba che viene quasi sussurrata.

### La (non) pronuncia della [i], della [u] e della [a]
Tutte le vocali, quando si trovano accanto, subiscono aferesi, sincope o elisione, ma per queste tre si ha una maggiore frequenza:
- si ha la cancellazione della [i] quando è articolo e si trova prima di consonante fricativa (contraccambio [i] ffavori..);[8]
- si ha aferesi quando la [i], oltre ad essere iniziale, si trova prima delle consonanti [l], [n], [m] (la ‘osa è [i]mprobabile, che [i]gnorante ‘he sei).[8]

Per quanto riguarda la [u]:
- l'aferesi avviene praticamente sempre, nell'articolo indeterminativo un ([u]n'altra volta, senza [u]soldo) e nell'avverbio non, un in lucchese (ma [u]n potevo mìga…).[8]

Relativamente alla [a]:
- aferesi della [a]: evidente con la preposizione (andà [a] ppiedi…).[8]

Questi tre fonemi hanno però una peculiarità, sono pronunciati distintamente quando si trovano ad inizio parola, dopo una lettera accentata o dopo una pausa (vedi, un si pole; senti, un t'andrebbe mìga..).

### Casi di apocope o troncamento
Il troncamento (da non confondere con l'elisione nella quale la vocale mancante è sostituita dall'apostrofo) si riscontra costantemente nel vernacolo. Si riscontra:
- in tutti i verbi all'infinito (mangià, cantà, fumà, vedé, capì..); in tutte le parole al singolare maschile terminanti in –n seguita da vocale (bellin (o), birbon(e), can(e)); nell'articolo indeterminativo uno che non fa eccezione al caso precedente e in lucchese è solo un, tanto da preferire la prostesi della [i] quando la parola successiva inizia con [s] impura (un[o] isbaglio..); nei pronomi personali lui e lei (lù e lé) nelle forme di rispetto Lei e Voi, fenomeno però in disuso (Le' ne vole ancora?) e nei pronomi possessivi mio tuo e suo (il mi' nonno, il tu' cane..); nei casi di parentela, divenuti vocaboli lucchesi a tutti gli effetti (mì pà[dre], mì mà[dre]).

### Scempiamento
Altra caratteristica vernacolare di notevole importanza è lo scempiamento consonantico, che si verifica in modo assoluto per quanto riguarda la [r] (te[r]ra, gue[r]ra, vo[r]rei, occo[r]re), ma può occorrere anche per altre consonanti (ma[t]tone, ma[c]china, da[v]vero…).

### Monottongazione
(La trasformazione di un dittongo in vocale semplice).
Nel dittongo uo /w/, si realizza sempre la monottongazione ([u]ovo, [u]omo, v[u]ole, p[u]òi, n[u]òve). Si tratta probabilmente di un'antica eredità: la dittongazione è dovuta al fiorentino medievale che, per il prestigio di Dante, è diventato poi lo standard italiano; il mantenimento lucchese potrebbe quindi derivare dalla conservazione della pronuncia originaria latina.

### Prostesi
(Aggiunta di un fonema all'inizio di una parola).
Le prostesi sono di solito legate ad una maggiore facilità di dizione e pertanto si trovano spesso anche dopo l'elisione di precedente vocale.
- La protesi di r-, prefisso con funzione intensiva, in particolare prima di parole inizianti per [a] (raffidà, rinsonnolito…); la protesi di g- davanti a parole inizianti per r- (gragnolo…); l'aggiunta di a- davanti a molti lemmi inizianti per [r] (areggimi, aradio…).

### Epentesi
Anche nel vernacolo lucchese si riscontrano alcuni casi di epentesi, come anderanno, goderà, oramai, frequenti nelle seconde persone plurali di molti verbi (fossite, avessito, andassito…).

### La geminazione consonantica
Il raddoppio consonantico non è raro nel vernacolo, ma mentre in italiano ha valore fonologico distintivo, nel lessico dialettale modifica le parole solo sotto l'aspetto fonetico (subbito, pappà, leggà…).

### Assimilazione
- Assimilazione di [r] nella successiva consonante iniziale di particella pronominale (prende[r]ni, fa[r]lle, da[r]nni…);
- Assimilazione della vocale che si trova dopo le consonanti [l], [n], [r] e prima della consonante (un vol[e] venì, son[o] (i)stato…);
- Assimilazione di [n] dell'articolo e dell'avverbio un (non) con la successiva consonante quando si tratta di [n], [m], [l] (io unne so nulla, u'nne vò sapé...).

### Casi di sostituzione di vocali
- Nella coniugazione di molti verbi, soprattutto all'indicativo presente (parlino, diceno..), anche all'imperfetto (parlavimo…) e al participio (brucente, lustrente, sentuto..);
- Nel mantenimento della desinenza [a], residuo del neutro latino, in alcuni vocaboli (la mana, la sacca…); che mutano anche nel plurale (le mane, l'ovi..). Tale fatto diventa evidente soprattutto nel plurale dei sostantivi relativi agli arti (i labbri, le mano, i ginocchi, i diti…).

Nel vernacolo ci sono anche piccole modifiche o sostituzioni che, quando interessano un verbo, si riflettono su tutta la coniugazione. I più ricorrenti sono:
- mutazione di [a] (andeva, diciennove…); mutazione di [e] (nissuna, ditto..); mutazione di [i] (doventà, fenito…), mutazione di [o] (prefondi, fussin, presciutto, orilogio…); mutazione del gruppo avo, evo ecc. quando in -au (taula, diauleria..); mutazione del gruppo schi in -sti (stioppo, stiena, stiaffo, stiantà…).

## Morfologia

### Articolo
L'articolo, nel dialetto lucchese, ha da sempre generato non poca confusione con il relativo sostantivo tale da far modificare il vocabolo in un nuovo lemma. Termini come radio, lapis, mano cambiano l'articolo o la vocale finale (l'apis, l'aradio…). Si hanno spesso casi in cui l'articolo [i] viene eliso (fatti ‘ddebiti conti…). L'articolo gli è poco usato, si preferisce la forma li (li specchi, l'omini…). L'articolo indeterminativo uno è usato molto raramente, ad esso si preferisce un (un isposo, un ispecchio…). Si possono avere:
- il invece di lo e un invece di uno davanti ai nomi che iniziano per [z] ( ti piace il zucchero?);
- li per gli davanti ad [s] impura ( son partiti li sposi?);
- l’ per gli dinnanzi a vocale ( ho compro un libro dove son descritti tutti l'animali.).

Nomi come zio e zia sono sempre preceduti dall'articolo (me l'ha dato la zia…). Con nomi come marito e moglie, figlio e figlia, fratello e sorella, cognato e cognata, zio e zia, suocero e suocera, genero e nuora, cugino e cugina, preceduti dal possessivo, si riscontra l'uso dell'articolo (il mi' marito, la tu' figliola, il vostro cugino…).

### Pronome
Nel dialetto lucchese si hanno diverse modifiche dei pronomi:
- tu è sostituito dal te (vieni anco te..);
- lui e lei si usano in forma contratta lu’ e le’ (è stato lu', viene anco le'…).

Ci sono poi alcune forme composte che servono a specificare ulteriormente quando il pronome è soggetto:
- lorolì, per loro, quando si trovano vicini;
- lorolà quando si trovano lontani;
- lullì, lellì, luqquà, luqquì per lui o lei a seconda della posizione in cui si trovano;
- noialtri e voialtri, rispettivamente per noi e voi.

Da sottolineare è:
- l'uso delle particelle ni e ci in sostituzione di tutte le particelle della terza persona, limitatamente per il complemento indiretto (ni parlo: ci parlo…);
- l'uso del pronome personale gli (vengono usati più frequentemente gli indeclinabili ni e ne) in funzione polivalente, sia per il femminile le (alla moglie ni preparava il caffè tutte le mattine e ne lo portava a letto), sia per il neutro esso (n'ha tìro la ‘oda ar cane a lù ni s'è girato ‘ontro) ed anche nelle forme plurali (alle figliole ni si portava il caffè).
- Anche il complemento gli, specie in funzione pronominale, vede spesso la modifica in ni, ne e li (deve andanni a prende, fanni vedé chi sei…).

I pronomi relativi Il quale, la quale, i quali, le quali in lucchese non vengono usati, e vengono solitamente dal che, che svolge la funzione sia di soggetto che di complemento.
Tra i pronomi personali le due forme dominanti sono il Voi e il Tu, il Lei viene utilizzato solo in città e nella pianura circostante. In molte zone, come la Versilia, la Garfagnana e nelle zone collinari a Settentrione, il Voi viene utilizzato anche per le persone della famiglia, tra marito e moglie, tra genitori e figli ed è particolarmente riservato alle persone anziane. Il Lei invece è riservato alle persone più ricche e facoltose, e deriva dal modo dei contadini delle zone collinari di apostrofare i loro signori con “Lei Signoria”.
Per quanto riguarda i pronomi possessivi, miei, tuoi, suoi, perdono la –e e la –o e diventano mìi, tùi e sùi.
Per i pronomi interrogativi si ha una caratteristica peculiare del dialetto lucchese, ovvero il fatto che il pronome quale cambia genere con il nome, si ha quindi quale, quala, qualo.

### Aggettivo
Negli aggettivi possessivi si ha il troncamento che avviene nelle prime tre persone (il mì cane, il tu' nonno..) e altrui e proprio non vengono utilizzati. Con i nomi di parentela, soprattutto padre e madre, sono sempre preceduti dall'aggettivo possessivo (Mi' padre, su' madre), invece le forme più affettuose “pappà e mamma” non ricevono mai né l'articolo né il possessivo. Per gli aggettivi dimostrativi oltre alla modifica di qu (vesto, vello…), si assiste a un uso inesistente di codesto, medesimo, cotale, siffatto. Tipica è la contrazione di aggettivi composti da un unico lemma (vestovì “questo qui”). Fra gli aggettivi interrogativi Quale cambia di genere (quala camicia mi metto?). Nel vernacolo si hanno anche degli aggettivi numerali che non hanno una quantità determinata ma indicano una quantità maggiore di quanto esprimono letteralmente (portimi du' castagne, ti do ‘n par di labbrate).
Il comparativo. Più pleonastico davanti a meglio, peggio, superiore ed inferiore (la più peggio disgrazia per un uomo è quella di non poté lavorà).
Il superlativo. Nel superlativo relativo il più preposto al sostantivo, anziché all'aggettivo (La più donna chiacchierona ch'abbia mai conosciuto sei tu!).

### I nomi
Specialmente nelle campagne si ha l'usanza di dare un nomignolo ad ognuno, tanto che può accadere che l'appellativo acquisito può far dimenticare il vero nome. Questi nomignoli derivano da qualità del corpo, da caratteristiche caratteriali oppure possono essere legati alla parentela, a passioni e propensioni. Alcuni esempi: Diàule, Pìtora, Cìcciora, Balloccìoro.
Ci sono poi una serie di nomi che si formano con suffissi noti e determinati dalle circostanze o dalla propensione di chi parla. Per esempio la maggior parte dei verbi formano dei nomi in –ino e in –one che rappresentano l'abitudine o il difetto di ripetere spesso l'azione espressa dal verbo come Perdone, colui che facilmente perde, Sbornione, Bestemmione, Rompìno, Tuzzichino… . Con il suffisso –aro si hanno molti termini che significano inclinazione verso una certa cosa e desiderio di essa come: Minestraro, colui ghiotto di minestra, Polpettàro, Susinàro. Ci sono poi nomi alterati con diminutivi, in particolare suffissi come –ìcchioro, -izzoro, -ìgnoro, -ùglioro, -ìcchio, -ìglioro, -èlloro, -àccioro e altri, che sottolineano l'affetto di chi parla di amore o di compassione o di disprezzo. Si hanno parole alterate che non si possono classificare sotto norme precise, come: grassèloro, pallòccoro, pretignoro, ulivàgnolo, fratìcchio, buzzicchioro e molte altre ancora.

### I verbi
Per i verbi si riscontrano i seguenti fenomeni:
- Indicativo presente della 2ª e 3ª coniugazione, 3ª persona plurale con desinenza –eno invece di – ono (tèmeno, sentèno, partèno…);
- Imperfetto di tutte le coniugazioni, 1ª e 2ª persona plurale con desinenze –ávamo, -ávate per -avámo, -aváte (cantávamo, leggévamo, cantávate, leggévate invece di cantavámo, cantáte, leggevámo, leggeváte…);
- Passato remoto della 1ª coniugazione, 3ª persona plurale con desinenza –arno per –arono ( andarno invece di andarono);
- Passato remoto: la 1ª persona plurale conserva la vocale in –i o mutandola in –e, con –imo ed –emo (accésimo e accésemo per accendemmo..);
- Alla 3ª persona plurale si ha la desinenza -eno per –ero ( accéseno, ébbeno, féceno invece di accesero, èbbero, fecero..), altra desinenza molto diffusa è –ino (accesino, ebbino…). Desinenze comuni sono anche per la 1ª e la 2ª persona singolare e plurale del passato remoto -étti, -étte, -éttimo (éttino), -éttino (étteno) per la 2ª coniugazione e per la 3ª -itti, -itte, -ittimo, -ittino (leggétti, leggétte, leggéttimo, leggéttino, leggétteno e fuggitti, fuggitte, fuggittimo, fuggittino, fuggitteno);
- Imperativo presente della 2ª e 3ª coniugazione alla 2ª persona plurale si ha la desinenza in –e invece che in –i (légge, mètte, sènti invece di lèggi, mètti, sénti), alla 3ª persona plurale –ébbeno per –èbbero (amerébbeno per amerèbbero), più volgare è la forma in –ébbino (amerébbino..);
- Congiuntivo presente della 2ª e 3ª coniugazione, 1ª, 2ª e 3ª persona singolare hanno la desinenza in –i invece di –a (ch'io abbi, tu abbi, colui abbi, ch'io venghi, tu venghi, colui venghi invece ch'io abbia, tu abbia, colui abbia…), la 2ª persona plurale ha la desinenza in –ino invece di –ano (abbino, bévino, sèntino, vènghino invece di abbiano, bevano, sentano, vengano..);
- Congiuntivo imperfetto alla 1ª, 2ª e 3ª persona plurale, con i verbi della 1ª coniugazione, si hanno le desinenze –assemo, -assete, -asseno (amassemo, amassete, amasseno invece di amassimo, amaste, amassero), per la 2ª coniugazione si hanno le desinenze –éssemo, -éssete, -ésseno (leggéssemo, leggéssete, leggéseno invece di leggessimo, leggeste, leggessero) e per la 3ª coniugazione le desinenze sono –issemo, -issete, -isseno (finissemo, finissete, finissemo invece finissimo, finiste, finissero);
- Participio presente della 1ª coniugazione si ha la desinenza –ènte invece di –ante in alcuni verbi come brucènte (invece di bruciante), lustrènte (per lustrante), luccichènte (per luccicante) tirènte (per tirante).

Altre forme irregolari:
- Andare, il cui passato remoto è andièdi o andetti, andiéde o andétte, andéttemo, andéste, andétteno, andarno invece di andai, andò, andammo, andaste, andarono. L'imperativo diventa agnamo, gnamo, vadino, frequente è l'uso di vaggo per vado, vagghi e vagghino per vada e vadano.
- Benedire, all'indicativo presente benedisco, benedisci, benedisce, benedicono per benedico, benedici, benedice, benediciamo. Per il passato remoto si ha benedii, benedisti, benedì, benedimmo, benediste, benedirono per benedissi, benedicésti, benedisse, benedicémmo, benedicéste, benedisséro.
- Cogliere, all'indicativo presente còglio, còglieno per colgo, colgono. Al congiuntivo cògli, còglino per còlga, còlgano.
- Dare, al passato remoto diventa dasti, daste per désti, déste, all'imperfetto congiuntivo si ha dessi, dasse, dassemo, dassete, dassero per déssi, désse, déssimo, déste, déssero.
- Essere, all'indicativo presente sièi per sei e sète per siete. All'imperfetto èramo, èrate per eravamo, eravate. Passato remoto, furno e funno per furono ed infine per l'imperfetto congiuntivo si ha fossemo, fossete, fosseno per fossimo, foste, fossero.
- Fare, al congiuntivo presente diventa ch'io facci, tu facci, colui facci, coloro faccino invece di faccia, faccia, faccia, facciano.
- Potere, all'indicativo presente diventa puòle per può.
- Sentire, al participio passato diventa sentuto per sentito.
- Stare, al passato remoto si ha stiédi, stiéde, sté, stiédemo, stiédeno, per stetti, stette, stemmo, stettero. Si ha stasti, staste per stesti, steste. All'imperfetto congiuntivo si trovano stassi, stasse, stassemo, stassete, stasseno per stessi, stesse, stessimo, steste, stessero.
- Vivere, al futuro diventa viverò, viverai, viverà, viverémo, viveréte, viveranno per vivrò, vivrai, vivrà, vivremo, vivrete, vivranno.
- Volere, al passato remoto diventa vòlsi, vòlse, vòlsemo, vòlsero, volseno per volli, volle, volemmo, vollero.

Ci poi sono alcune caratteristiche ricorrenti:
- l'infinito dei verbi è sempre tronco e l'accento cade sull'ultima vocale (parlà, mangià, capì..); il participio passato viene contratto per cui la desinenza –ato diventa –o con arretramento dell'accento (tòcc[at]o, màngi[at]o, pòt[at]o…);
- Si ha il passaggio dalla –m in –n nelle forme tronche uscenti in –amo (sian, mangian, cantian…).

### Avverbi
Con gli avverbi sono spesso usati dei suffissi, con valore diminutivo o vezzeggiativo (incomincia a èsse tardino, fa ammodino).

### Preposizioni
A Lucca si usano alcune preposizioni articolate formate a loro volta da una preposizione semplice e una articolata: in sul, in sulla, in della e spesso vengono contratte graficamente in un'unica preposizione articolata (mettelo insul tavolo o mettelo ‘nsul tavolo…). Si ha poi l'uso della preposizione -a in luogo in -in (vanno a giro per el paese, al mare ci vado a primavera…). Altri casi:
- A su, a giù per in su ed in giù. (mi tocca andà tutto il giorno a su e a giù);
- Di qui a su, di qui a giù, di lì a su, di lì a giù per di qui in su, di qui in giù, di lì in su, di lì in giù;
- Qui così e lì così per i semplici qui e lì;
- Là di qui, là di lì invece di per queste parti, per quelle parti;
- Di qui là (omessa la preposizione a) invece di per di qui in là;
- Di qui lì (omessa la preposizione a) per di qui a lì;
- Per a qua e per a là invece di per qua, per là;
- Troppo, nell'uso lucchese si accorda in genere e numero con il soggetto a cui si riferisce invece di lasciarlo invariabile (La su'mamma è troppa buona);
- Fisso, quando è unito al verbo guardare si accorda con l'oggetto guardato (Perché guardi fisse quelle montagne?).

### Interiezioni
Il vernacolo lucchese annovera molti termini con valore di interiezione. (fischia!, Borda!, Himmena!, Verga!, Bada!, Io lai…), i più frequenti eo e o con pronuncia chiusa (O, ma ci sei stato? – Eo, che avevo a ffà?).

## Espressioni[6]

### Parole tipiche[11]
- Abbaccare: scavalcare
- Abbaccatoio: guado, passerella, attraversamento.
- Bao: esclamazione usata sia per approvare con entusiasmo "Ti è piaciuto il film?" "Bao!", che come rafforzativo solitamente al termine della frase "Quel gelato era bono bao!".
- Bauliera: bagagliaio della macchina.
- Boccaccio: bolla che viene sulle labbra quando si ha la febbre.
- Comodo: gabinetto, cesso.
- Lezzora: ragnatela.
- Lograre: logorare. Lograrsi, consumarsi internamente per un pensiero che non dà pace.
- Incignare: rinnovare, si usa soprattutto per i vestiti, cioè mettersi per la prima volta qualche indumento.
- Lammiare: piangere o lamentarsi a lungo.
- Niffito: incollerito, nervoso.
- Pitiggini: lentiggini. Pitigginoso, lentigginoso.
- Pitoro: pulcino. La contadina li richiama cantilenando : "Piri, piri, piri...".
- Sciabigotto: balordo, sciocco.
- Trebesto: fracasso, usato anche per descrivere bambini rumorosi e vivaci.
- Babao: voce per far paura ai bambini.
- Ciortellora: lucertola.
- Erbuccio: prezzemolo.
- Fiataccina: angustia ed affanno di respiro che nasce da una grande fatica.
- Cantera: cassetto che fa parte del canterale, mobile, solitamente in legno, dotato di cassetti dove di solito vengono riposti gli abiti o altri oggetti che vogliono essere custoditi.

### Parole con significato diverso dall'attuale uso italiano
- Accomodare: cucinare una vivanda già cotta, rifare, solitamente, con il pomodoro.
- Contendere: sgridare.
- Imbottito: pesante coperta riempita di cotone.
- Lunetta: mezzaluna, strumento per cucinare.
- Mortellino: bosso (Buxus sempervirens) . Pianta sempreverde.
- Stradare: proseguire senza interruzione e affrettare il passo.

### Francesismi
- Bigiù (dal francese bijou): cosa graziosa, squisita, eccellente. Anche per esprimere piacere, godimento, soddisfazione ma sempre come predicato del verbo essere. “Come si stava bene in barca con quel mare piatto. Era proprio un bigiù!”.
- Brillocco (dal francese breloque): medaglione. “La sposa aveva un bel brillocco, pendenti e bracciali d'oro!”.
- Comò (dal francese commode): cassettone per riporre abiti o altri oggetti.
- Sortù ( dal francese sortout): oliera.
- Puppurrì (dal francese pot pourri): mescolanza do oggetti, guazzabuglio.
- Scicche (dal francese chic): elegante.
- Sciaminéa (dal francese cheminée): cappa del camino.

### Modi di dire[12]
- A biscaro sciolto!- Senza riflettere su ciò che si fa; modo dello sprovveduto, dell'impreparato.
- A ‘bbuo!- Si usa nelle espressioni “il treno stava per partire e lu' è ar(r)ivo a ‘bbuo”, come per dire che è arrivato appena in tempo.
- A gambe all'aria.- Ruzzolone, modo plateale di cadere. Detto anche “A vortolon”.
- Costa(re) più del Serchio a' LLucchesi!- Costare un'enormità quanto può essere costato il fiume Serchio ai lucchesi visto le sue frequenti esondazioni.
- Da(re) da be' cor gitto.- Soddisfare una sete immensa. Il “gitto”, recipiente di legno o metallo, con il manico lungo, veniva utilizzato per svuotare le fogne.
- Da(re) ne' ciottori!- Uscire di senno. I ciottori sono i vasellami, che potevano essere rotti in preda all'ira.
- È l'ora di ieri a quest'ora!- modo sgarbato di rispondere alla domanda “che ore sono?” posta più volte, nello spazio di poco tempo.
- E meglio un morto in casa che un pisan all'uscio!- Sconsiderata espressione che trae certamente origine dai tempi antichi per la nota rivalità fra la repubblica di Pisa e quella di Lucca.
- Resta(re) con un soccolo e una ciabatta!- Vivere in estrema miseria.
- Pitta m'ingolli!- Rafforzativo di quello che si sta affermando. L'origine della parola è incerta, “picta” è voce longobarda che significa “morte”.
- L'arco è di fio!- Indica una situazione precaria che potrebbe capovolgersi improvvisamente.
- In tre giorni nasce un bamboro e va ritto!- Espressione riguardo alla relatività del tempo. Anche tre giorni possono rappresentare un tempo lungo, durante il quale può accadere di tutto.
- A sciacquabudella.- A stomaco vuoto. Un liquido ingerito a stomaco vuoto, aveva solo la funzione di “sciacquare” e non poteva essere apprezzato.
- A seconda di come tira il vento.- Si dice di una persona che non ha opinioni proprie, perché non le ha o perché non le vuole avere per tornaconto personale. Quindi né sempre pronta a darti ragione quando gli sei di fronte e a darti torto quando gli hai voltato le spalle e si trova a raccogliere opinioni di altre persone. Tace davanti a due persone che sullo stesso argomento esprimono considerazioni diverse, opposte.
- Anco il mi' nonno se avesse uto le rote sarebbe stato un baroccio.- In risposta a chi faceva uso del senno del poi o si rammaricava per qualcosa che avrebbe potuto cambiare la vita se accaduta e che per fatalità non si realizza.
- Che cianci?- Masticare con rumore, ma anche parlare tra i denti, mangiando le parole.
- Ave(re) ‘l culo come un'ordinotte!- Essere fortunato. L'ordinotte era l'ultimo rintocco della campana che la sera rendeva intenso. La fortuna si leggeva nel vasto sedere della persona. Essere rotondo, ben pasciuto diventano qualità peculiari delle persone fortunate. Espressione analoga: “hai un culo che se lo metti fori di finestra, ti ci fanno il nido le rondini!”
- Ave(re) più corna d'un corbello di chiocciore!- Essere traditi dal proprio compagno/a.
- C'è bell'e ito!- Non ci va mica, sarebbe pazzo a farlo.
- Casca(re) le braccia!- Provare una profonda delusione, per un fatto assolutamente inaspettato che ci coglie impreparati.
- Cencio dice male di straccio.- Meravigliarsi degli altri quando non sarebbe il caso perché si hanno i medesimi difetti.

### Difficoltà
Nella trattazione di un dialetto si presentano innumerevoli difficoltà basate sul confronto con la lingua letteraria. Qualsiasi dialetto presenta una enorme fecondità terminologica con molteplici sfumature di significato, laddove una lingua letteraria presenta invece una sola parola generale e stereotipata.
Un singolo fenomeno, all'interno di un dialetto, può avere molti nomi che variano nelle diverse zone. Un esempio può essere l'atto di portare una persona in collo, con le due gambe che pendono sul petto del portatore, ponendosi lateralmente al collo di quest'ultimo. A Ponte a Moriano tale azione viene espressa con il termine di a biricucci, a San Vito: a biricùcciori, a Capannori: a bariucciori, a Marlia: a caribucci, a Montecatini: a brugino, a Ghivizzano: a cavalciotti, a Gallicano: a spraccagambe, a Castelnuovo: a cavalcin, ad Antraccoli: a carimiccio, in città: a birichicci, a Moriano: a caribicci, a Villa Basilica: a baricca, a Camaiore: a caribicchio e a Borgo a Mozzano  a spaccalicchio o a caligiotto

## Autori
Alcuni autori hanno usato il dialetto lucchese come lingua per le proprie opere.

### Gino Custer De Nobili
(Lucca, 22 febbraio 1881 - Milano 29 aprile 1969). Si tratta di uno dei maggiori autori in dialetto lucchese. “Le poesie di Geppe” vengono pubblicate nel 1906 presso la tipografia Alberto Marchi di Lucca e sono presentate, per la prima volta, al Caffè Caselli, ritrovo della Lucca artistica e letteraria. Nel 1928 a Milano viene stampata la seconda edizione delle poesie, alle quali l'autore aggiunge altri componimenti.

### Cesare Viviani
(Monte San Quirico, Lucca, 4 febbraio 1937 - Lucca, 2 febbraio 1993). In giovane età si cimenta in lavori di recitazione . Nel 1976 partecipa al Concorso Regionale di Poesia Dialettale “Gino Custer de Nobili”, a Coreglia Antelminelli, classificandosi primo. “Robba della mi' tera” è il suo primo libro di poesie vernacole.

### Idelfonso Nieri
(Ponte a Moriano, Lucca, 20 maggio 1853 - Lucca 2 febbraio 1920). Insegnante nelle scuole medie ad Ascoli Piceno, Castelnuovo Garfagnana e Lucca. Letterato e filologo, è una delle prime personalità ad interessarsi allo studio del dialetto di Lucca. Con intenti filologici e folcloristici, raccoglie storie, usanze, proverbi e locuzioni del contado lucchese. Nel 1901 compila il "Vocabolario lucchese", per questa opera l'autore prende come termine di confronto l'idioma fiorentino e tutti i termini che da essi differiscono. Compie indagini in tutta la provincia, soprattutto nelle zone di San Gemignano e nel Morianese, come Sesto di Moriano, Saltocchio e Brancoli, basandosi anche su opere simili a lui precedenti (“Vocabolario Lucchese” di Salvatore Bianchini). Nel 1906 scrive "Cento racconti popolari lucchesi", nel 1915 "Superstizioni e pregiudizi popolari lucchesi" ed infine nel 1917 "Vita infantile e puerile lucchese".